# 21 sotto un tetto
21 sotto un tetto (titolo originale 19 Kids and Counting, in precedenza 18 Kids and Counting e prima ancora 17 Kids and Counting) è stato un reality show statunitense incentrato sulla vita della famiglia Duggar composta da Jim Bob, Michelle e i loro 19 figli - dieci maschi e nove femmine - i cui nomi iniziano tutti con la J.
Il programma è stato trasmesso negli USA tra il 29 settembre 2008 e il 19 maggio 2015 dal canale via cavo TLC e in Italia dal canale Real Time. Il 22 maggio 2015 la TLC ha sospeso il programma a causa dello scandalo che coinvolgeva il maggiore dei figli Duggar, Josh, il quale era stato accusato di aver molestato una baby sitter e quattro delle sue sorelle (Jill, Jessa, Jinger e Joy-Anna) tra il 2002 e il 2003, quindi quando aveva tra i 14 e i 15 anni. Il 16 luglio 2015 la TLC ha annunciato la definitiva cancellazione dello show.
Lo spin-off Jill & Jessa: Counting on, diventato nel 2016 solo Counting On, è iniziato nel dicembre 2015 e si è concluso nel 2021 e seguiva le vicende dei figli maggiori di Jim Bob e Michelle: Jana, John-David, Jill (fino al 2017), Jessa, Jinger, Joseph, Josiah e Joy-Anna.
Prima del debutto di 17 Kids and Counting, i Duggar erano apparsi in altri programmi della TLC e negli speciali della Discovery Health Channel 14 Children & pregnant again! (2003), Raising 16 children (2005), 16 Children & moving in (2006) e Duggars' big family album (2007).

## Background
James Robert "Jim Bob" Duggar (Springdale (AK), 18 luglio 1965) e Michelle Annette Ruark (Ohio, 13 novembre 1966) si conoscono nei primi anni '80, si fidanzano la vigilia di Natale del 1983 e si sposano alla Cross Church di Rogers (AK) il 21 luglio 1984, prima del 18º compleanno di Michelle; per la cerimonia Michelle ha indossato l'abito da sposa che fu della madre di Jim Bob e per la luna di miele, gli sposi, dopo essersi resi conto che la baita al Mount Nebo State Park (AK) che avevano affittano era molto diversa da come appariva sulla brochure, hanno alloggiato in un hotel della vicina Fort Smith (AK).
La famiglia natale di Jim Bob è composta dai suoi genitori James Lee "J.L." Duggar (1936-2009) e Mary Leona Lester (1941-2019), la sorella maggiore Deanna Lee ex Jordan (1963; divorziata) e la nipote Amy Rachelle Duggar in King (1986; avuta da Deanna con Terry Jordan fuori dal matrimonio; sposata e madre di Daxton Ryan King).
La famiglia natale di Michelle è composta dai suoi genitori Garrett Floyde Ruark Sr. (1924-2010) ed Ethel Marie Hardin (1927-1991) e 6 fratelli/sorelle maggiori: Pamela Ethel in Peters (1944; moglie, 4 figli, 16 nipoti e 4 bisnipoti), Freda Louise ex Benderman (1948-2015; divorziata, 3 figli e 7 nipoti), Evelyn Alice (1950), Kathie Ann in Arnold (1952-2013; moglie, 2 figli e 3 nipoti), Garrett Floyd Jr. (1954; marito, 1 figlia e 3 nipoti) e Carolyn Jeannite in Hutchinson (1961; moglie, 2 figli e 6 nipoti).
Né Jim Bob né Michelle hanno frequentato il college e, appena sposati, hanno aperto insieme una rivendita di macchine usate ottenendo poi la licenza di agenti immobiliari. Attualmente, mentre Michelle è una stay-at-home-mom, Jim Bob ha una sua attività di costruzioni in cui lavorano molti dei suoi figli maschi.
I Duggar sono cristiani battisti indipendenti, sono seguaci del Quiverfull  (movimento cristiano fondamentalista che, tra l'altro, vieta ogni tipo di controllo delle nascite in quanto ritiene che spetti solo a Dio decidere il numero di figli che una coppia avrà e promuove la sottomissione della donna al volere del padre prima e del marito poi) e sono membri del Institute in Basic Life Principles o IBLP (movimento cristiano fondamentalista fondato dal ministro battista William W. "Bill" Gothard Jr.). Per l'istruzione dei figli si sono affidati all'homeschooling - nello specifico, allo Switched on schoolhouse del IBLP e ai programmi del Accelerated Christian Education o ACE che si basano esclusivamente sulle informazioni presenti nella Bibbia - mentre per la loro educazione hanno istituito il buddy system, cioè l'affidare a uno o più figli/e maggiori la cura di uno più fratelli/sorelle minori, e si è speculato a lungo sul fatto che abbiano applicato i metodi presenti nel libro To train up a child del 1994 dei fondamentalisti cristiani Michael e Debi Pearl (tra i metodi spicca il Blanket training che consiste nel mettere il neonato su una coperta per terra e punirlo se cerca di gattonarvi fuori senza permesso, il tutto allo scopo di ottenere dai figli la cieca obbedienza alla voce dei genitori). 
Infine i Duggar applicano la Bibbia anche nelle regole in fatto di aspetto vietando ai maschi di avere i capelli lunghi e alle femmine di averli corti (1 Corinzi 11:14-15 «Non vi insegna la stessa natura che se l'uomo porta la chioma, ciò è per lui un disonore? Mentre se una donna porta la chioma, per lei è un onore; perché la chioma le è data come ornamento») e di vestiario imponendo alle femmine di vestirsi modestamente (sono vietati i pantaloni) ma in modo femminile al fine di non attirare le attenzioni maschili senza però allontanare potenziali mariti (1 Timoteo 2:9-10 «E voglio che le donne abbiano un aspetto sobrio [modesto]. Vestano abiti decorosi e appropriati, e non cerchino l'attenzione con le acconciature o indossando ori, perle o abiti lussuosi. Le donne, infatti, che dichiarano di essere devote a Dio siano attraenti per le buone opere che compiono»).
All'inizio del loro matrimonio, Jim Bob e Michelle Duggar non erano così rigidi, infatti si avvalsero della pillola anticoncezionale fino al 1987 - periodo del concepimento del primo figlio - per poi ricominciarne l'uso a marzo dell'88 - dopo la nascita del primogenito; quando però, a inizio '89, Michelle rimase incinta nonostante al pillola e perse il bambino - a cui fanno riferimento chiamandolo Caleb Ryan - i due incolparono della perdita l'anticoncezionale e si schierarono contro il suo uso. Oltre a quello che avrebbe dovuto essere il secondogenito, la coppia ha perso anche l'ultimogenita e 20a figlia, Jubilee Shalom, morta in utero l'11 dicembre 2011 alla 18ª settimana e quindi partorita tramite induzione del travaglio. Nell'arco di circa 24 anni - da metà 1987 a fine 2011 - Michelle è stata incinta 19 volte (compreso l'aborto dell'89) e ha partorito 18 volte (compresa la figlia nata morta nel 2011) avendo due parti gemellari, nel 1990 e nel 1998, e raggiungendo una media di un parto ogni 15 mesi ca., ma mai nei mesi di febbraio, giugno e settembre. 
Jim Bob e Michelle si pentirono anche di non essersi dati il loro primo bacio all'altare, così hanno istituito per i figli le Duggar family courting rules (tra le quali spicca il divieto, oltre che di baciarsi prima delle nozze, di abbracciarsi frontalmente e di tenersi per mano prima del fidanzamento ufficiale) che implicano quindi un corteggiamento (courting) - finalizzato al matrimonio - e non una semplice frequentazione (dating) - finalizzata al solo divertimento..
Il 31 agosto 2016, Jim Bob e Michelle ottengono la custodia temporanea del pronipote Tyler Wayne Hutchins (2008; figlio di Rachel Nicole in Wright - figlia di Carolyn Jeannite Ruark in Hutchins e suo marito John - e padre ignoto) e il 21 novembre 2016 vengono nominati suoi tutori legali ma, nel giugno 2023, i nonni materni del ragazzo, Carolyn Jeannite Ruark in Hutchins e John Hutchins, ne ottengono la custodia legale, ponendo fine quindi alla tutela dei Duggar.
I Duggar sono repubblicani. Tra il 1999 e il 2002 Jim Bob ha servito alla Camera dei rappresentanti dell'Arkansas per il 6º distretto, è stato vicepresidente della House corrections and criminal law subcommittee, ha partecipato al Insurance and commerce committee and judiciary committee e ha corso due volte alle primarie del Senato dell'Arkansas per il Partito Repubblicano perdendo contro Tim Hutchinson nel 2002 e contro Bill Pritchard nel 2006. Nel 2004, Michelle ha vinto il premio come madre dell'anno dell'Arkansas istituito dal American Mothers Incorporated.
Il 2 dicembre 2008 Jim Bob e Michelle Duggar hanno pubblicato il libro The Duggars: 20 and counting! e il 7 luglio 2011 il libro A love that multiplies mentre nel 2014 Jana, Jill, Jessa e Jinger Duggar hanno pubblicato il libro Growing up Duggar: It's all about relationships una guida alla crescita delle figlie femmine nella famiglia Duggar. Nel 2018 Johannah, Jennifer, Jordyn e Josie Duggar e la loro nipotina Mackynzie Duggar (figlia di Josh) hanno inciso il CD "Happy heart".
I Duggar hanno vissuto a Tontitown (AK) fino al 15 marzo 2006 quando, durante lo speciale 16 Children and moving in, si sono trasferiti in una nova casa a Springdale (AK), la cui costruzione era iniziata nel 2000 e che hanno poi messo in vendita a inizio 2019 all'esorbitante prezzo di 1.800.000 US$; al fine di renderne più facile la vendita, Jim bob ha pubblicato sul sito realtor.com una visita guidata della casa rivelando così di essere in possesso di una grande quantità di armi, per lo più fucili.
I Duggar non hanno debiti.

## Eventi avvenuti durante lo show
2009. L'8 ottobre 2009, Josh e Anna annunciano la nascita della loro prima figlia Mackynzie Renée Duggar.
Il 10 dicembre, dopo soli 6 mesi di gestazione, Michelle, a causa della pre-eclampsia, partorisce Josie Brooklyn Duggar con taglio cesareo d'urgenza; alla nascita Josie pesava solo 0.62 kg.
2010. A inizio 2010, Josh e Anna, pochi mesi dopo aver avuto la loro prima figlia, avvenuta a ottobre 2009, annunciano di star aspettando il secondogenito che però muore in utero poco dopo. L'8 ottobre, durante la festa per il primo compleanno di Mackynzie, Josh e Anna annuncia di aspettare ancora.
2011. Il 15 luglio 2011, Josh e Anna annunciano la nascita del loro secondo figlio, Michael James. 
L'8 novembre, i Duggar appaiono nel programma della NBC Today Show e Michelle annuncia di aspettare il 20° figlio ma l'8 dicembre deve comunicare di aver perso la figlia che aspettava; sei giorni dopo i Duggar fanno un servizio funebre per Jubilee Shalom (che significa celebrazione e pace), la figlia nata morta.
2012. A settembre 2012 Josh e Anna annunciano di stare aspettando il terzogenito. 
2013. Il 2 giugno 2013, Josh e Anna annunciano la nascita di Marcus Anthony Duggar. Pochi giorni dopo viene offerto a Josh un lavoro alla Family Research Council e poco dopo annuncia di essere stato promosso a direttore esecutivo così il 18 giugno 2013 la famiglia di Josh deve trasferirsi a Washington.
Il 18 settembre, Jim Bob e Michelle annunciano che Ben Seewald, giovane conosciuto in chiesa, sta corteggiando la loro quinta figlia, Jessa. 
2014. Il 2 dicembre 2014, Josh e Anna annunciano di star aspettando il quarto figlio.
Il 31 marzo, Jim Bob e Michelle annunciano che Derick Dillard ha chiesto di corteggiare la loro quarta figlia, Jill, e che quindi Jim Bob e Jill andranno in Nepal a conoscerlo – il ragazzo è là come missionario. Derick inizia a corteggiare ufficialmente Jill nel novembre 2013 e il 9 aprile i due si fidanzano per poi sposarsi il 21 giugno. Jill e Derick Dillard annunciano la loro prima gravidanza il 20 agosto.
Il 15 agosto, dopo 11 mesi di corteggiamento, Jessa e Ben si fidanzano e il 1º novembre si sposano. 
2015. Il 6 aprile 2015, dopo 70 ore di travaglio e un taglio cesareo d'urgenza, Jill Dillard partorisce il primogenito suo e di Derick che chiamano Israel David Dillard.
Il 21 aprile Jessa e Ben Seewald annunciano la loro prima gravidanza.
Il 19 luglio, attraverso il sito di famiglia, Josh e Anna annunciano la nascita di Meredith Grace Duggar avvenuta il 16 luglio.

## Critiche
Nel novembre 2014, i Duggar hanno chiesto alle coppie sposate di scattarsi una foto mentre si baciano e condividerla sulla loro pagina Facebook ma parecchi utenti hanno notato che la coppia ha eliminato le foto che ritraevano baci tra coppie dello stesso sesso così la comunità LGBTQI+ ha accusato i Duggar di essere "anti anti-discriminazione" e "transfobici".

## Lo scandalo sessuale
Il 21 maggio 2015, la rivista In Touch Weekly, ha pubblicato stralci di un verbale di polizia del 2006 da quale emergeva che, tra il 2002 e il 2003, il più grande dei figli dei Duggar, Josh, al tempo quindicenne, era stato accusato di aver molestato una baby sitter e quattro delle sue sorelline - Jill, Jessa, Jinger e Joy-Anna - toccando loro il petto e le parti intime mentre dormivano e a volte mentre erano sveglie. 
In risposta all'articolo di In Touch Weekly, Josh rilasciò una dichiarazione in cui si scusava per il suo comportamento descrivendolo "imperdonabile" mentre sua moglie Anna, interpellata sulla faccenda, rivelò di essere stata informata dei fatti prima di sposare Josh, sebbene alcune persone a lei vicine hanno sostenuto che la ragazza, a causa della sua educazione strettamente cristiana e avvenuta solo a casa, al tempo non sapesse bene cosa fossero le molestie sessuali.
La reazione del pubblico fu devastante e iniziarono a arrivare alla TLC petizioni che chiedevano la cancellazione del programma sottolineando il conflitto tra gli abusi e i valori famigliari dipinti dallo show; lo show fu effettivamente cancellato il 22 maggio 2015.
Il 3 giugno 2015, durante il The Kelly File - programma della Fox News Channel - Jill e Jessa, a differenza di Jinger e Joy-Anna che non hanno mai né confermato né negato le molestie, hanno risposto alle domande della presentatrice Megyn Kelly riguardo alle molestie subite da parte del fratello.
Ad aggiungersi a questo scandalo, a novembre 2015, la pornostar Danica Dillon ha accusato Josh di averla aggredita durante un rapporto sessuale consensuale in uno strip club di Philadelphia (PA) salvo poi ritirare le accuse e, infine, dichiarare di esser stata costretta a ritrattare.
Infine, quando, a fine 2015, i dati degli utenti del sito internet per incontri extraconiugali Ashley Madison sono stati resi pubblici, Josh ha dovuto ammettere di essersi iscritto a quel sito nel 2013 e di aver tradito più volte la moglie, nonché di essersi iscritto a Facebook sotto lo pseudonimo di Joe Smithson per entrar in contatto con stripper e pornostar. 
In seguito a tutti questi eventi, Josh, dopo aver dichiarato di essere sesso-dipendente, si è fatto ricoverare in un centro di riabilitazione in cui è rimasto dall'agosto 2015 al maggio 2016 e poi di nuovo per un mese nell'agosto 2017.
Tutto ciò ha fatto sì che il Washington Post inserisse Josh Duggar nella lista delle 15 persone più odiate di internet per l'anno 2015.

## La cancellazione
Il 16 luglio 2015 la TLC ha confermato alla CNN che il programma era stato ufficialmente cancellato e che nessuna replica sarebbe stata mandata in onda.
La TLC ha pagato ai Duggar una cifra stimata tra i 25.000$ e i 45.000$ a episodio e a causa della cancellazione del programma la perdita stimata per la rete è di 25 milioni $ l’anno.

## Gli spin-off
Nel dicembre 2015 la TLC ha lanciato lo spin-off Jill and Jessa: Counting on focalizzato sulle vite di Jill e Derick Dillard e di Jessa e Ben Seewald.
Il primo episodio dello show ha ottenuto uno share di più di 2,2 milioni di spettatori.
Nel marzo 2016, date le imminenti nozze delle sorelle Jinger e Joy-Anna Duggar, rispettivamente con Jeremy Vuolo e Austin Forsyth, lo show cambia nome, diventando semplicemente Counting On.
Il primo episodio è andato in onda il 15 marzo 2016 e ha seguito la vita dei giovani Duggar sposati - John-David e Abbie, Jessa e Ben Seewald, Jinger e Jeremy Vuolo, Joseph e Kendra, Josiah e Lauren, Joy-Anna e Austin Forsyth, Jedidiah e Katelyn e Justin e Claire - e della loro sorella maggiore non sposata, Jana, ma non di Josh e Anna..
Counting on è stato cancellato il 29 giugno 2021, a causa dell'arresto di Josh Duggar il 28 aprile 2021, per possesso di materiale pedopornografico.

## La famiglia Duggar
Genitori
- James Robert "Jim Bob" Duggar: nato il 18 luglio 1965 (60 anni) in Arkansas da James Lee "JL" Duggar e Mary Leona Lester, ha una sorella maggiore Deanna Lee Duggar ex Jordan, una nipote Amy Rachelle Duggar in King, e un pronipote Daxton Ryan King
- Michelle Annette Duggar (nata Ruark): nata il 13 settembre 1966 (58 anni) in Ohio da Garrett Floyde Ruark Sr. ed Ethel Marie Hardin, ha 6 fratelli/sorelle maggiori - Pamela Ethel, Freda Louise, Evelyn Alice, Kathie Ann, Garrett Floyd Jr e Carolyn Jeannite - e numerosissimi nipoti, pronipoti e pro-pronipoti.

La coppia si è sposata il 21 luglio 1984 e ha avuto 19 figli biologici (10 maschi e 9 femmine).
Figli
|    | Nome                         | Data di nascita  | Note |
| -- | ---------------------------- | ---------------- | --- |
| 1  | Joshua "Josh" James          | 3 marzo 1988     | sposato con Anna Keller con cui ha 7 figli (4 femmine e 3 maschi); attualmente è in carcere                      |
| †  | Caleb Ryan                   |                  | aborto spontaneo a inizio 1989                                                                                   |
| 2  | Jana Marie                   | 12 gennaio 1990  | nata con taglio cesareo; gemella di John; sposata con Stephen Wissmann, aspettano il primo figlio a gennaio 2026 |
| 3  | John-David "John"            | 12 gennaio 1990  | nato con taglio cesareo; gemello di Jana; sposato con Abbie Burnett con cui ha 2 figli (1 femmina e 1 maschio)   |
| 4  | Jill Michelle                | 17 maggio 1991   | sposata con Derick Dillard con cui ha 3 figli maschi                                                             |
| 5  | Jessa Lauren                 | 4 novembre 1992  | sposata con Benjamin Seewald con cui ha 6 figli (4 maschi e 2 femmine)                                           |
| 6  | Jinger Nicole                | 21 dicembre 1993 | sposata con Jeremy Vuolo con cui ha 3 figli (1 maschio e 2 femmine)                                              |
| 7  | Joseph "Joe" Garrett         | 20 gennaio 1995  | sposato con Kendra Caldwell con cui ha 4 figli (2 maschi e 2 femmine)                                            |
| 8  | Josiah "Siah" Matthew        | 28 agosto 1996   | sposato con Lauren Swanson con cui ha 4 figli (2 femmine, 1 maschio e 1 non specificato)                         |
| 9  | Joy-Anna "Joy"               | 28 ottobre 1997  | sposata con Austin Forsyth con cui ha 3 figli (2 maschi e 1 femmina)                                             |
| 10 | Jedidiah "Jed" Robert        | 30 dicembre 1998 | gemello di Jeremiah; sposato con Katelyn Nakatsu con cui ha 4 figli (1 maschio e 3 femmine)                      |
| 11 | Jeremiah "Jer" Robert        | 30 dicembre 1998 | gemello di Jedidiah; sposato con Hannah Wissman con cui ha 3 figlie femmine                                      |
| 12 | Jason "Jase" Michael         | 21 aprile 2000   | sposato con Madison Jones                                                                                        |
| 13 | James "Jim" Andrew           | 7 luglio 2001    | |
| 14 | Justin "Jud" Samuel          | 15 novembre 2002 | sposato con Claire Spivey                                                                                        |
| 15 | Jackson "Jack" Levi          | 23 maggio 2004   | nato con taglio cesareo durante 14 Children and Pregnant again!                                                  |
| 16 | Johannah "Hannie" Faith      | 11 ottobre 2005  | nata durante Raising 16 Children e per questo detta "Sweet 16"                                                   |
| 17 | Jennifer "Jenni" Danielle    | 2 agosto 2007    | nata durante Duggars' big family album                                                                           |
| 18 | Jordyn-Grace "Jordyn" Makiya | 18 dicembre 2008 | nata con taglio cesareo d'emergenza durante 18 Kids and Counting                                                 |
| 19 | Josie Brooklyn               | 10 dicembre 2009 | nata di sole 25 settimane durante 19 Kids and Counting; detta "Miracle baby"                                     |
| †  | Jubilee Shalom               |                  | morta in utero l'11 dicembre 2011 (18 sett.) durante 19 Kids and Counting                                        |

Nipoti
La coppia ha, attualmente, 39 nipoti (18 maschi, 20 femmine e 1 non rivelato) più 1 in arrivo da 11 figli.
|    | Nome                               | Data di nascita         | Note                                 | Genitori        |
| -- | ---------------------------------- | ----------------------- | ------------------------------------ | --------------- |
| 1  | Mackynzie Renée Duggar             | 8 ottobre 2009          | nati in casa                         | Josh e Anna     |
| 2  | Michael James Duggar               | 15 giugno 2011, 17:55   | nati in casa                         | Josh e Anna     |
| 3  | Marcus Anthony Duggar              | 2 giugno 2013, 1:20     | nati in casa                         | Josh e Anna     |
| 4  | Israel David Dillard               | 6 aprile 2015, 22:49    | taglio cesareo d'emergenza           | Jill e Derick   |
| 5  | Meredith Grace Duggar              | 16 luglio 2015          | nata in casa                         | Josh e Anna     |
| 6  | Spurgeon Elliot Seewald            | 5 novembre 2015         | nati in casa                         | Jessa e Ben     |
| 7  | Henry Wilberforce Seewald          | 6 febbraio 2017, 4:26   | nati in casa                         | Jessa e Ben     |
| 8  | Samuel "Sam" Scott Dillard         | 8 luglio 2017, 13:02    | taglio cesareo                       | Jill e Derick   |
| 9  | Mason Garrett Duggar               | 12 settembre 2017, 1:20 | nato in casa                         | Josh e Anna     |
| 10 | Gideon Martyn Forsyth              | 23 febbraio 2018, 15:39 | taglio cesareo d'emergenza           | Joy e Austin    |
| 11 | Garrett David Duggar               | 8 giugno 2018, 13:36    |                                      | Joe e Kendra    |
| 12 | Felicity "Lissy" Nicole Vuolo      | 19 luglio 2018, 4:37    |                                      | Jinger e Jeremy |
| 13 | Ivy Jane Seewald                   | 26 maggio 2019, 17:57   | nata in casa                         | Jessa e Ben     |
| 14 | Addison Renee Duggar               | 2 novembre 2019, 5:33   |                                      | Joe e Kendra    |
| 15 | Bella Milagro Duggar               | 8 novembre 2019, 16:24  |                                      | Josiah e Lauren |
| 16 | Maryella Hope Duggar               | 27 novembre 2019, 9:21  | nata in casa                         | Josh e Anna     |
| 17 | Grace "Gracie" Annette Duggar      | 7 gennaio 2020, 3:21    |                                      | John e Abbie    |
| 18 | Evelyn Mae "Evy Mae" Forsyth       | 21 agosto 2020, 14:12   |                                      | Joy e Austin    |
| 19 | Evangeline "Evy" Jo Vuolo          | 22 novembre 2020        |                                      | Jinger e Jeremy |
| 20 | Brooklyn Praise Duggar             | 19 febbraio 2021, 19:48 |                                      | Joe e Kendra    |
| 21 | Fern Elliana Seewald               | 18 luglio 2021, 20:10   |                                      | Jessa e Ben     |
| 22 | Madyson Lily Duggar                | 23 ottobre 2021         | nata in casa                         | Josh e Anna     |
| 23 | Daisy Lauren Duggar                | 16 marzo 2022           | nascita non annunciata ufficialmente | Josiah e Lauren |
| 24 | Truett Oliver Duggar               | 2 maggio 2022           |                                      | Jed e Katey     |
| 25 | Justus Joseph Duggar               | 26 maggio 2022          | nascita non annunciata ufficialmente | Joe e Kendra    |
| 26 | Frederick "Freddy" Michael Dillard | 7 luglio 2022           | taglio cesareo programmato           | Jill e Derick   |
| 27 | Charles "Charlie" John Duggar      | 29 settembre 2022       |                                      | John e Abbie    |
| 28 | Brynley Noelle Duggar              | 25 dicembre 2022        |                                      | Jer e Hannah    |
| 29 | Ezra Robert Duggar                 | 3 maggio 2023           | nascita non annunciata ufficialmente | Josiah e Lauren |
| 30 | Gunner James Forsyth               | 17 maggio 2023          |                                      | Joy e Austin    |
| 31 | Nora Kate Duggar                   | 23 maggio 2023          |                                      | Jed e Katey     |
| 32 | George Augustine Seewald           | 19 dicembre 2023        |                                      | Jessa e Ben     |
| 33 | Brielle Grace Duggar               | febbraio 2024           |                                      | Jer e Hannah    |
| 34 | Elsie Kate Duggar                  | 8 gennaio 2025          | gemelle                              | Jed e Katey     |
| 35 | Emma Kate Duggar                   | 8 gennaio 2025          | gemelle                              | Jed e Katey     |
| 36 | baby F. Duggar                     | febbraio 2025           | nascita non annunciata ufficialmente | Josiah e Lauren |
| 37 | Finnegan "Finn" Charles Vuolo      | 29 marzo 2025           |                                      | Jinger e Jeremy |
| 38 | Emery "Emy" Jane Duggar            | 13 maggio 2025          |                                      | Jer e Hannah    |
| 39 | Edward Owen Seewald                | 26 luglio 2025          |                                      | Jessa e Ben     |
| 40 | baby Wissmann                      | gennaio 2026            |                                      | Jana e Stephen  |

In un video pubblicato sul canale Youtube di Joy e Austin, Jim Bob ha detto che Gunner James Forsyth, il terzo figlio della coppia, è il suo 30º nipote, il che vuol dire che la nascita di tre nipoti Duggar non è stata annunciata pubblicamente. Nel video pubblicato sul canale Youtube di Jessa e Ben, Jim Bob ha detto che il loro 6° figlio è il suo 39º nipote, il che vuol dire che la nascita di un nipote Duggar non è stata annunciata pubblicamente (probabilmente quella del 4° figlio di Josiah e Lauren).
Nuore e generi
|    | Nome                           | Data di nascita  | Coniuge    | Data delle nozze  |
| -- | ------------------------------ | ---------------- | ---------- | ----------------- |
| 1  | Anna Renée Keller              | 28 giugno 1988   | Josh       | 26 settembre 2008 |
| 2  | Derick Michael Dillard         | 9 marzo 1989     | Jill       | 21 giugno 2014    |
| 3  | Benjamin "Ben" Michael Seewald | 19 maggio 1995   | Jessa      | 1 novembre 2014   |
| 4  | Jeremy Joseph Vuolo            | 5 settembre 1987 | Jinger     | 6 novembre 2016   |
| 5  | Austin Martyn Forsyth          | 11 dicembre 1993 | Joy-Anna   | 26 maggio 2017    |
| 6  | Kendra Renee Caldwell          | 11 agosto 1998   | Joseph     | 8 settembre 2017  |
| 7  | Lauren Milagro Swanson         | 18 maggio 1999   | Josiah     | 30 giugno 2018    |
| 8  | Abbie Grace Burnett            | 16 aprile 1992   | John-David | 3 novembre 2018   |
| 9  | Claire Yvonne Spivey           | 27 febbraio 2001 | Justin     | 26 febbraio 2021  |
| 10 | Katelyn "Katey" Koryn Nakatsu  | 29 luglio 1998   | Jedidiah   | 3 aprile 2021     |
| 11 | Hannah Marlys Wissmann         | 23 giugno 1995   | Jeremiah   | 26 marzo 2022     |
| 12 | Stephen Gerald Wissmann        | 15 luglio 1993   | Jana       | 15 agosto 2024    |
| 13 | Madison "Maddie" Grace Jones   | 9 novembre 2003  | Jason      | 3 ottobre 2024    |

## Le famiglie dei figli

### Josh Duggar
Joshua "Josh" James Duggar (3 marzo 1988; 1°) e Anna Renée Keller (23 giugno 1988; nata a Gainesville (FL) da Michael Edward Keller (28/10/1959) e Lillie Suzette Stembridge (09/04/1955) è la 5ª di 8 figli: Esther Joy in Shrader (1981; sposata con 14 figli), Rebekah Ann in Hunt ex MacDonald (1983; divorziata; sposata con 2 figlie), Daniel Michael (1984; divorziato; sposato; 1 figlio adottivo dal precedente matrimonio), Priscilla Lynn in Waller (1986; sposata con 7 figli), lei, Susanna Grace in Bridges (1992; sposata con 2 figli da padri diversi), Nathan Edward (1996; sposato con 3 figli) e David Nathaniel (1998; sposato con 1 figlia)) si conoscono nel maggio 2006 alla Advanced Training Institute Conference di Big Sandy (TX), il 15 giugno 2007 lui inizia a corteggiarla e il 23 giugno 2008 si fidanzano (17K&C - #1.03).
Josh e Anna si sposano il 26 settembre 2008 alla Buford Grove Baptist Church di Hilliard (FL) (19K&C - speciale): Josh ha scelto il fratello John-David come best man e i fratelli Joe, Josiah, Jed, Jer, Jase e Jim Duggar, i futuri cognati Daniel, Nathan e David e il cognato Joshua McDonald - marito di Rebekah - come groomsmen mentre Anna ha scelto la sorella Priscilla come maid of honour e le sorelle Esther, Rebekah e Susanna, le future cognate Jana, Jill, Jessa, Jinger e Joy Duggar e la cognata Candice Grooms - moglie di Daniel - come bridesmaids, inoltre Johannah e Jennifer Duggar erano le flower girls e Justin e Jackson Duggar hanno portato le fedi. La coppia è stata in luna di miele in South Carolina. 
Josh ha seguito i programmi di homeschooling dell'ACE, superando il General Equivalency Diploma (GED) nel 2004, per poi frequentare un anno di ALERT (Air, Land, Emergency, Resource Team) Academy, inoltre suona piano, chitarra e violino mentre Anna si è fermata al GED.
Dal matrimonio al 2013, Josh e Anna hanno vissuto a Springdale (AK) dove gestivano la concessionaria di auto usate Duggar Automotive. Nel 2013, quando Josh fu assunto come direttore esecutivo dall'associazione politica no-profit Family Research Council, al 2015, quando Josh fu licenziato per lo scandalo, la famiglia si trasferisce a Washington D.C. per poi tornare a vender auto usate a Springdale (AK). 
Quando il 19 maggio 2015, In Touch Weekly pubblica stralci di un verbale di polizia del 2006 di quali emerge che Josh era stato accusato di aver molestato (ha toccando petto e parti intime) le sorelle Jill, Jessa, Jinger e Joy-Anna e una baby sitter tra il 2002 e il 2003, Josh viene licenziato sia dalla Family Research Council che dalla TLC e il programma 21 sotto un tetto viene cancellato; solo Anna e i bambini sono poi apparsi in Counting On. Sempre nel 2015, quando i dati degli utenti del sito per incontri extra coniugali Ashley Madison vengono resi pubblici, Josh deve ammettere di essere iscritto dal 2013 e di aver tradito ripetutamente la moglie; è così che Josh si dichiara sesso-dipendente e fa dentro e fuori dalle rehab tra il 2015 il 2017.
Il 29 aprile 2021, Josh viene arrestato dagli US Marshal su mandato della Homeland Security per possesso di materiale pedopornografico, a dicembre la giuria lo ritiene colpevole e, a maggio 2022, il giudice lo condanna a 151 mesi (12 anni e 6 mesi ca.) di carcere.
Josh e Anna hanno 4 femmine e 3 maschi:
|   | Nome                   | Data di nascita         | Note                              |
| - | ---------------------- | ----------------------- | --------------------------------- |
| 1 | Mackynzie Renée Duggar | 8 ottobre 2009          | 3,6 kg per 49,53 cm; nata in casa |
| † | baby Duggar            |                         | aborto spontaneo nel 2010         |
| 2 | Michael James Duggar   | 15 giugno 2011, 17:55   | 3,9kg per 53,34cm; nato in casa   |
| 3 | Marcus Anthony Duggar  | 2 giugno 2013           | 4,15kg per 53,34cm; nato in casa  |
| 4 | Meredith Grace Duggar  | 16 luglio 2015          | 3,57kg per 52cm; nata in casa     |
| 5 | Mason Garrett Duggar   | 12 settembre 2017, 1:20 | 4,10kg per 55,88cm; nato in casa  |
| 6 | Maryella Hope Duggar   | 27 novembre 2019, 9:21  | 3,7kg per 52cm; nata in casa      |
| 7 | Madyson Lily Duggar    | 23 ottobre 2021, 2:39   | 3,58kg per 50,8cm; nata in casa   |

Josh e Anna hanno deciso di dare ai loro figli nomi che iniziano con la lettera M.
Il 13 aprile 2009, Josh e Anna annunciano di aspettare il 1° figlio, il 15 giugno, durante il The Today Show, scoprono che è una femmina (18K&C - ep#3.01), il 31 luglio, attraverso People Magazine, rivelano come la chiameranno e Mackynzie "Kynzie" Renée nasce in casa l'8 ottobre 2009 (18K&C - ep#3.17"). 
A inizio 2010, la coppia annuncia di aspettare ancora ma Anna ha un aborto spontaneo poco tempo dopo. 
L'11 novembre 2010, sempre durante il The Today Show, Josh e Anna annunciano di aspettare il 2° figlio, un rainbow baby, il 14 marzo 2011 che è un maschio (19K&C - ep#5.10) e Michael James nasce in casa il 15 giugno 2011 (19K&C - speciale").
L'11 marzo 2013, la coppia annuncia di aspettare il 3° figlio (19K&C - ep#7.01), un maschio (19K&C - ep#7.12) e Marcus Anthony nasce in casa il 2 giugno 2013 (19K&C - ep#8.03). 
A fine 2014, Josh e Anna annunciano di aspettare il 4° figlio (19K&C - ep#10.15), una femmina (19K&C - ep#10.20) e Meredith Grace nasce in casa il 16 luglio 2015 off-screen.
Il 17 marzo 2017, attraverso il sito dei suoceri, Anna annuncia di aspettare il 5° figlio, un maschio e Mason Garrett nasce in casa il 12 settembre 2017 off-screen. 
Il 26 aprile 2019, Josh e Anna annunciano via Instagram di aspettare il 6° figlio, il 20 giugno che è una femmina e Maryella Hope nasce in casa il 27 novembre 2019 off-screen. 
Il 23 aprile 2021, la coppia annuncia via Instagram di aspettare il 7° figlio, una femmina, e Madyson Lily nasce in casa il 23 ottobre 2021 off-screen.

### Jill Dillard
Jill Michelle Duggar (17 maggio 1991; 4ª) e Derick Michael Dillard (9 marzo 1989; nato a Rogers (AK) dall'agente di polizia Richard "Rick" Wayne Dillard (17/08/1957 - 18/01/2008) e Catherine "Mima" Lynn George in Bynum ved. Dillard (06/01/1957) è il 1° di 2 figli: lui e Daniel "Dan" David (1990; sposato con 3 figli)), all'epoca a Kathmandu (Nepal) come missionario, iniziano a parlare via Skype il 18 agosto 2013 sotto supervisione dei genitori di lei, dopo che Jim Bob, sostenendo di aver notato affinità tra i due mentre cantavano nel coro a Natale del 2011 (cosa che i due non ricordano) ha spinto il ragazzo a chiamarla (19K&C - ep#8.03). Il 16 novembre 2013, Jill e Jim Bob raggiungono Derick a Kathmandu dove Derick, il 22 novembre, inizia a corteggiare ufficialmente Jill (19K&C - ep#8.07 e 8.08) e il 29 marzo 2014 - dopo esser tornato definitivamente negli USA il 27 gennaio e aver chiesto la sua mano a Jim Bob a febbraio - i due si fidanzano con una proposta in una piazzetta con l'accompagnamento musicale di Walker Hayes (19K&C - ep#8.12). 
Jill e Derick si sposano il 21 giugno 2014 alla Cross Church di Springdale (AK) (19K&C - ep#9.13): Jill ha scelto la sorella Jana come maid of honor e le sorelle Jessa, Jinger, Joy e Johannah e la cognata Anna - moglie di Josh - come bridesmaids mentre Derick ha scelto il fratello Dan come best man e il cugino Tony, il futuro cognato John-David, gli amici Stephen Jones e Madison McCalmon come groomsmen, inoltre Jennifer, Jordyn e Josie Duggar e Mackynzie Duggar - figlia di Josh - hanno annunciato l'arrivo della sposa e fatto da flower girls mentre Jackson Duggar e Michael Duggar - figlio di Josh - hanno portato le fedi; Jill ha scelto un abito di Ava Laurenne Bride (19K&C - ep#9.06). Tra il loro primo incontro e le nozze son passati 7 mesi. La coppia è stata in luna di miele a Kill Devil Hills (NC).
I Dillard hanno vissuto a Rogers (AK) dalle nozze al 20 aprile 2019 quando si sono trasferiti a Lowell (AK) in una casa costruita da loro stessi e dove sono restati fino al 22 maggio 2022 quando si sono trasferiti a Siloam Springs (AK).
Nella primavera del 2021 i Dillard hanno adottato un cane da pastore belga, Fenna.
Jill, nel 2014, ha pubblicato con le sorelle Jana, Jessa e Jinger il libro Growing up Duggar: It's all about relationships e, a settembre 2015, dopo aver superato il GED nel 2007, si è diplomata in ostetricia – la cui validità è però stata messa in dubbio - ma ha smesso di praticare quando alla sua mentore Vanessa Giron è stata revocata la licenza per essersi rifiutata di chiamare il 911 causando paralisi cerebrale a una neonata mentre Derick, dopo essersi laureato in Economia aziendale alla Oklahoma State University Stillwater - di cui vestiva i panni della mascotte Pistol Pete - ha lavorato negli uffici del Walmart locale dal 2011 fino a luglio 2015 quando è stato licenziato a causa dello scandalo che ha coinvolto Josh. 
 A fine estate 2015, dopo aver chiesto ai fan donazioni per una missione in America Centrale, Jill, Derick e Israel partono per El Salvador per lavorare con la S.O.S. Ministries ma, poco dopo, devono tornare perché ritenuti «non qualificati per l'incarico» giacché non hanno studiato teologia, Evangelismo o storia della Chiesa a livello universitario e, a causa di ciò, i Dillard son stati accusati di aver usato le donazioni ricevute per scopi privati. Tra ottobre 2015 e maggio 2017, i Dillard hanno effettuato vari viaggi missionari in Guatemala per tornare definitivamente negli USA a giugno 2017. 
 Nel 2018, Derick, ancora senza lavoro, apre due raccolte fondi (di 6.500$ e 10.000$) per pagare la retta della scuola C3 - Cross Church School of Ministry, ottenendo l'abilitazione come ministro battista lo stesso anno, e la facoltà di facoltà di legge della University of Arkansas, laureandosi in giurisprudenza nel 2021. 
 Nel 2023, Jill pubblica Counting the cost un libro contro la rigida educazione impartitagli dai genitori.
Il 3 giugno 2015, durante il The Kelly File della Fox News Channel, Jill e Jessa hanno raccontato a Megyn Kelly di esser state molestate da Josh tra il 2002 e il 2003 ma sminuendo tali moleste. In seguito alla chiusura di 21 sotto un tetto, causata dello scandalo, Jill e Derick diventano protagonisti, insieme a Jessa e Ben e ad altri/e fratelli/sorelle, di Counting On ma, a ottobre 2017, Derick viene licenziato dalla TLC a cause di alcuni twitt anti-transgender riguardanti la teenstar transgender Jazz Jennings e, poco dopo, anche Jill lascia Counting On a causa di controversie riguardanti il contratto: Jim Bob, seppur non apparisse nello show, era l'unico a venire effettivamente pagato; è così che Jill e Derick si allontanano dal resto dei Duggar e Jill vive esperienze tipiche dell'adolescenza che i genitori le aveva vietato (es.: piercing al naso, tatuaggio all'henné, indossare pantaloni). 
 Nel 2023, Jill e Derick, appaiono in Shiny happy people: Duggar family secrets, una docu-serie di Prime Video sugli scandali della famiglia Duggar e, in generale, sugli scandali dell'IBPL di Bill Gothard.
Nel 2021, Jill ha testimoniato al processo contro il fratello Josh.
Jill e Derick hanno 3 figli maschi:
|   | Nome                      | Data di nascita      | Note                                                                          |
| - | ------------------------- | -------------------- | ----------------------------------------------------------------------------- |
| 1 | Israel David Dillard      | 6 aprile 2015, 22:49 | 4,36kg per 58,4cm; nato con taglio cesareo d'urgenza dopo 70 ore di travaglio |
| 2 | Samuel Scott Dillard      | 8 luglio 2017, 13:02 | 4,36kg per 50,8cm; nato con taglio cesareo dopo 40 ore di travaglio           |
| † | River Bliss Dillard       |                      | aborto spontaneo a ottobre 2021                                               |
| 3 | Frederick Michael Dillard | 7 luglio 2022; 17:16 | 3,44kg per 50,8cm; nato con taglio cesareo programmato                        |
| † | Isla Marie Dillard        |                      | morte in utero ad aprile 2024 (4º mese)                                       |

Ad agosto 2014, Jill e Derick annunciano di aspettare il primo figlio (19K&C - ep#10.01), un maschio (19K&C - ep#10.12) per il 24 marzo 2015 ma Jill deve aspettare altri 9 giorni prima che le si rompano le acque e solo dopo 70 ore di travaglio e un taglio cesareo d'urgenza nasce Israel David il 6 aprile 2015 (19K&C - ep#10.18), esattamente 9 mesi e 15 giorni dopo le nozze, il che fa di lui un honeymoon baby.
A fine 2016, la coppia annuncia di aspettare il secondo figlio (CO- ep#5.03), un altro maschio (CO - ep#5.05) e Samuel "Sam" Scott nasce l'8 luglio 2017 con taglio cesareo dopo 40 ore di travaglio e passa due settimane nel reparto di Terapia intensiva neonatale. 
Nell'ottobre 2021, Jill e Derick annunciano l'aborto spontaneo di un figlio, a cui si riferiscono chiamandolo River Bliss. 
Il terzo figlio, Frederick "Freddy" Michael, un rainbow baby, nasce il 07 luglio 2022 con taglio cesareo programmato. 
Nell'aprile del 2024, Jill e Derick annunciano di aver perso una figlia, Isla Marie, morta in utero al 4° mese di gravidanza, partorita con induzione del travaglio e sepolta in una cerimonia funebre.

### Jessa Seewald
Jessa Lauren Duggar (4 novembre 1992; 5ª) e Benjamin "Ben" Michael Seewald (19 maggio 1995; nato a Hot Springs (AK) dai calvinisti Michael A. Seewald (20/11/1974) e Guinnevere M. Eaton (14/07/1974) è il 1° di 7 figli: lui, Jessica Lane in Coates ex Lester (1997; divorziata; sposata con 1 figlia), Danielle Grace in Howard (2000; sposata), Michelle Alaine Barger (2002; sposata con 1 figlia), Ethan Matthew (2004; sposato), Faith Elizabeth (2006) e Thomas Jack (2009)) si conoscono nell'aprile 2013, il 9 settembre Ben inizia a corteggiarla (19K&C - ep#7.21 e #8.01) e nell'agosto 2014 i due si fidanzano alla Thorncrown Chapel di Eureka Springs (AK) dopo una caccia al tesoro (19K&C - ep#10.05 e #10.07).
Jessa e Ben si sposano il 1º novembre 2014 a Bentonville (AK) (19K&C - ep.#10.11 e #10.14): Jessa ha scelto la sorella Jinger come maid of honour e le sorelle Jana, Jill e Joy, le future cognate Jessica, Danielle e Michelle e le amiche Amara Query, Anna Hackel, Jennifer Hartono e Peyton Weiss come bridesmaids mentre Ben ha scelto Dylan McMahan come best man e i parenti Ethan (fratello) e Russ Seewald (cugino), i futuri cognati Joe e Josiah e gli amici Dan Robinson, Jake Hendrix, Kolton Kulis, Rob Flowers e Ryan Schofield come groomsmen, inoltre Jordyn Duggar e Faith Seewald . sorelle degli sposi - hanno sparso i fiori mentre Thomas Seewald - fratello di Ben - ha portato le fedi; Jessa ha indossato un abito di Allure Bridals (19K&C - ep#10.02). I due hanno deciso di scambiarsi il primo bacio in privato dopo la cerimonia e non all'altare. La coppia è stata in luna di miele in varie città europee tra cui Parigi, Roma e Venezia (19K&C - ep#10.15). Jessa ha confessato di aver infranto una delle Duggar family courting rules parlando al telefono con Ben senza supervisione.
I Seewald vivono a Fayetteville (AK).
Jessa, dopo aver superato il GED nel 2010 e aver pubblicato con le sorelle Jana, Jill e Jinger il libro Growing up Duggar: It's all about relationships nel 2014, è ora una stay-at-home-mom mentre Ben si è laureato in Scienze Politiche al National Park College di Hot Springs (AK) il 16 maggio 2015 ed è stato nominato pastore calvinista il 10 gennaio 2021.
Il 3 giugno 2015, durante il The Kelly File della Fox News Channel, Jill e Jessa hanno raccontato a Megyn Kelly di esser state molestate da Josh tra il 2002 e il 2003 ma sminuendo tali moleste. In seguito alla chiusura di 21 sotto un tetto, causata dello scandalo, Jessa e Ben diventano protagonisti, insieme a Jill e Derick e ad altri/e fratelli/sorelle, di Counting On.
Jessa non ha testimoniato al processo del 2021 contro il fratello Josh.
Jessa e Ben hanno 4 maschi e 2 femmine:
|   | Nome                      | Data di nascita         | Note                                            |
| - | ------------------------- | ----------------------- | ----------------------------------------------- |
| 1 | Spurgeon Elliot Seewald   | 5 novembre 2015, 18:24  | 4,4&kg per 54,6cm; nato in casa con complicanze |
| 2 | Henry Wilberforce Seewald | 6 febbraio 2017, 04:26  | 3,9kg per 55,25cm; nato in casa                 |
| 3 | Ivy Jane Seewald          | 26 maggio 2019, 17:57   | 3,5kg per 52cm; nata in casa con complicanze    |
| † | baby Seewald              |                         | aborto spontaneo a metà 2020                    |
| 4 | Fern Elliana Seewald      | 18 luglio 2021, 20:10   | 3,8kg per 53,34cm; nata in ospedale             |
| † | baby Seewald              |                         | aborto spontaneo nel 2022                       |
| 5 | George Augustine Seewald  | 19 dicembre 2023, 02:30 | 4,14kg per 53,34cm; nato in ospedale            |
| 6 | Edward Owen Seewald       | 26 luglio 2025, 21:28   | 4,5kg 54,60cm; nato in ospedale                 |

Il 21 aprile 2015, Jessa e Ben annunciano di aspettare il primo figlio, un maschio (J&J: CO - ep#1.02), al quale, inizialmente, si riferiscono come "Quincy" - discutendo sull'ipotesi di dare a tutti i figli nomi con la stessa iniziale e ipotizzando la Q, Ben suggerì questo nome, e Spurgeon Elliot (4,13 kg per 54,6 cm) - in omaggio al predicatore C. H. Spurgeon (1834-1892) e ai missionari Philip (1927-1956) ed Elisabeth (1926-2015) Elliot - nasce in casa il 5 novembre 2015 alle 18:24 dopo 48 ore di travaglio ma, poco dopo, Jessa dev'essere portata d'urgenza in ospedale per emorragia (J&J: CO - ep#1.03). Il 23 agosto 2016, la coppia annuncia di aspettare il secondo figlio, un altro maschio (CO - ep#3.03 e #3.09), e Henry Wilberforce (3,68 kg per 55,3 cm) - in omaggio al ministro Matthew Henry (1662-1714) e all'abolizionista della schiavitù William Wilberforce (1759-1833) - nasce in casa, con l'aiuto di Jill e senza complicazioni, il 6 febbraio 2017 alle 4:26 (CO - ep#5.04). 
Il 10 gennaio 2019, Jessa e Ben annunciano di aspettare il terzo figlio e Ivy Jane (3,24 kg per 52 cm) - in omaggio alla pianta edera (ivy in inglese) e a Jane Grey, regina d'Inghilterra e d'Irlanda per 9 giorni (1537-1554) - nasce in casa, con l'assistenza di Jill, il 26 maggio 2019 - giorno del 78° (e ultimo) compleanno della bisnonna paterna Mary Duggar - alle 17:57 con 2 settimane di anticipo ma Jessa, poco dopo, dev'essere portata d'urgenza in ospedale per accertamenti (CO - ep#10.09 e uno speciale di 30 min.).
Il 18 febbraio 2021, la coppia annuncia di aver perso un figlio nel 2020 per aborto spontaneo ma di aspettarne un rainbow baby e Fern Elliana (3,8 kg per 53,34 cm) - in omaggio alla felce (fern in inglese) - nasce al Washington Regional Medical Center di Fayetteville (AK) il 18 luglio 2021 alle 20:10 (canale YouTube di Jessa). 
Il 24 febbraio 2023, Jessa e Ben rivelano d'aver perso un altro figlio per aborto spontaneo nel 2022, il 9 settembre di aspettare un rainbow baby e George Augustine (4,14 kg per 53,34 cm) - in omaggio a San Giorgio e a San Agostino - nasce al Washington Regional Medical Center di Fayetteville (AK) il 19 dicembre 2023 alle 2:30 (canale YouTube di Jessa). Il 7 marzo 2025, la coppia annuncia di aspettare il sesto figlio postandone l'ecografia su Instagram e a inizio agosto annunciano la nascita di Edward Owen (4,5 kg per 54,60 cm) - in omaggio al teologo calvinista Jonathan Edwards (1703-1758) ma anche a re Edoardo V d'Inghilterra (1470-1483) e al teologo inglese John Owen (1616-1683) - avvenuta il 26 luglio 2025 alle 21:28 al Washington Regional Medical Center di Fayetteville (AK) (canale YouTube di Jessa).

### Jinger Vuolo
Jinger Nicole Duggar (21 dicembre 1993; 6ª) e Jeremy Joseph Vuolo (5 settembre 1987; nato a Downingtown (PA) da Charles "Chuck" Henry Vuolo Sr. (1952) e Diana Lynn Salamon (1955) ed è l'ultimo di 4 figli: le gemelle Angela (nata morta) e Valerie Anne (1984), Charles Anthony Jr. (1985) e lui) si conoscono a inizio 2015 durante un viaggio missionario in America Centrale ma è solo l'11 dicembre 2015 quando Jinger e Jeremy, tramite Ben e Jessa, si incontrano di nuovo, nel maggio del 2016 Jeremy inizia a corteggiarla ufficialmente (CO - ep#3.01) e il 25 luglio 2016 i due si fidanzano a New York City (NY) (CO - ep#3.08). 
Jinger e Jeremy si sposano il 5 novembre 2016 alla Cathedral of the Ozarks di Siloam Springs (AK) (CO - ep.#3.07 e #4.06): Jinger ha scelto la sorella Jessa come matron of honor e le sorelle Jana, Jill, Joy e Johannah, la cognata Anna - moglie di Josh -, la futura cognata Valerie Vuolo e le amiche Jennifer Hartono, Kenzie Peters e Rebekah Kelly come braidesmaidens mentre Jeremy ha scelto il fratello Charles come best man, i futuri cognati John Duggar e Ben Seewald e gli amici James Song, Josue Soto e altri 5 come groomsmen, inoltre Josie Duggar - sorella della sposa - ha sparso i fiori e Michael Duggar - figlio di Josh - ha portato le fedi. Dopo le nozze Jinger ha ammesso di aver infranto una delle Duggar family courting rules passando del tempo insieme a Jeremy senza alcuna supervisione. La coppia è stata in luna di miele in Australia e Nuova Zelanda (CO - ep#4.07). Dopo il matrimonio Jinger ha iniziato a indossare spesso i pantaloni in pubblico.
I Vuolo hanno vissuto a Laredo (TX) fino al marzo 2019 quando si sono trasferiti a Los Angeles (CA). Quando vivevano in Texas i Vuolo avevano un gatto di nome Jacob.
Jinger, dopo aver superato il GED nel 2012 e aver pubblicato con le sorelle Jana, Jill e Jessa il libro Growing up Duggar: It's all about relationships nel 2014, è una fotografa amatoriale e ha pubblicato i libri Becoming free indeed: My story of disentangling faith from fear (2023) e People pleaser: Breaking free from the burden of imaginary expectations (2025) mentre Jeremy, dopo aver frequentato il liceo e il college, è stato, tra il 2005 e il 2014, portiere prima della Major League Soccer e poi della North American soccer League e, nel 2015 è stato ordinato pastore battista della Grace Community Church di Laredo (TX) dove è rimasto fino al 2019; inoltre, dal 2020, Jinger e Jeremy gestiscono il podcast religioso The hope we hold, il negozio online Hope & Stead e hanno pubblicato vari libri: The hope we hold: Finding peace in the promises of God (2021), You can shine so bright! (2022) e Jesus, our anchor: 90 days of hope (2025). Jeremy ha un tatuaggio sul bicipite e nel gennaio 2008 è stato arrestato per guida in stato d'ebrezza.
In seguito alla chiusura di 21 sotto un tetto, causata dello scandalo, Jinger e Jeremy hanno partecipato, insieme a Jill e Derick, a Jessa e Ben e ad altri/e fratelli/sorelle, a Counting On.
Jinger non ha mai né negato né confermato le molestie subite dal fratello Josh. Inoltre Jinger non ha testimoniato contro Josh durante il processo del 2021 ma si è schierata apertamente contro di lui sui social e, tra il 2022 e il 2023, è stata ospite in varie trasmissioni TV in cui si è schierata contro i genitori e le regole di Bill Gothard.
Jinger e Jeremy hanno 2 femmine e 1 maschio:
|   | Nome                          | Data di nascita         | Note                                |
| - | ----------------------------- | ----------------------- | ----------------------------------- |
| 1 | Felicity "Lissy" Nicole Vuolo | 19 luglio 2018, 04:37   | 3,7kg per 49,53cm; nata in ospedale |
| † | Halleli Grace Vuolo           |                         | aborto spontaneo nel novembre 2019  |
| 2 | Evangeline "Evy" Jo Vuolo     | 22 novembre 2020, 11:26 | 3,2kg per 50,8cm; nata in ospedale  |
| 3 | Finnegan Charles Vuolo        | 29 marzo 2025           | nato in ospedale                    |

Il 3 gennaio 2018, Jinger e Jeremy annunciano di aspettare il primo figlio (CO - ep#8.04), il 9 aprile, con un gender reveal, che è una femmina (CO - ep#8.10) e Felicity "Lissy" Nicole nasce il 19 luglio 2018 in ospedale (CO - ep#9.02); data l'attesa di quasi 2 anni tra il matrimonio e la prima gravidanza, la stampa ha ipotizzato che la coppia facesse uso di anticoncezionali o che avesse problemi di fertilità e, in effetti, nel 2021, la coppia ha dichiarato di usare anticoncezionali. 
Nell'autunno 2019, la coppia racconta che Jinger ha avuto un aborto spontaneo mentre era incinta di poche settimane del loro secondo figlio, a cui si riferiscono chiamandolo Halleli Grace, una femmina. Il 28 maggio 2020, Jinger e Jeremy annunciano di aspettare la seconda figlia, una rainbow baby, ed Evangeline "Evy" Jo nasce il 22 novembre 2020 in ospedale. Il 5 ottobre 2024, la coppia annuncia di aspettare il terzo figlio, il 13 gennaio 2025 che è un maschio e Finnegan "Finn" Charles nasce il 29 marzo 2025 in ospedale.

### Joy Forsyth
Joy-Anna "Joy" Duggar (28 ottobre 1997; 9ª) e Austin Martyn Forsyth (13 dicembre 1993; nato a Combs (AK) da Terry Lynn Forsyth (15/12/1959) e Roxanne Waters (23/11/1963) e cresciuto al Fort Rock Christian family camp and Christian retreat center di Combs di proprietà della famiglia, ha una sorella maggiore, Meagan Elizabeth in Ballinger (1991; sposata con 4 figli), e due fratellastri - figli di Terry e l'ex moglie Julia Ann Rowe - maggiori, Brandon Lynn (1980; sposato con 5 figli) e Rachael Marie in Tunstill (1982; sposata con 6 figli)) si conoscono da almeno 15 anni quando, nella primavera del 2016, Austin chiede a Jim Bob il permesso di corteggiarla, cosa che inizia a fare ufficialmente il 15 novembre 2016 (CO - ep#4.07) e il 3 marzo 2017, Austin chiede a Joy di sposarlo con una proposta nel bosco (CO - ep#5.06).
Joy e Austin si sposano il 26 maggio 2017 alla Cross Church di Rogers (AK) con il reverendo Paul Caldwell come officiante: Joy ha scelto la sorella Jill come matron of honor e le sorelle Jana, Jessa, Jinger, Johannah e Jennifer, la cognata Anna - moglie di Josh -Keller-, la futura cognata  Meagan Forsyth e le amiche Kendra Caldwell, Carlin Bates, Sierra Jo Dominguez e Heidi Query come braidsmaids mentre Austin ha scelto Bobby Ballinger Jr. - marito di Meagan - come best man e suo nonno Edwin Forsyth, il cognato Nick Tunstill - marito di Rachael -, il futuro cognato John-David e gli amici Aaron e Andrew Patton, Jacob Wilson, Josiah Stangl, Logan Smith, Nate Paine e Peter Query come groomsmen, inoltre Alove Tunstill - figlia di Rachael Forsyth - ha sparso i fiori (CO - ep#5.01 e #6.06). Al momento del lancio del bouquet, Joy si è diretta a darlo a Kendra Caldwell a cui, subito dopo, Joseph ha fatto la proposta di matrimonio. Tra l'inizio ufficiale del corteggiamento e le nozze sono trascorsi 6 mesi e 15 giorni. La coppia è stata in luna di miele in Israele e in Svizzera (CO - ep#7.01).
I Forsyth vivono a Combs (AK). Il 15 febbraio la coppia ha adottato una labrador retriever nera, Brielle.
Joy, dopo aver superato il GED nel 2015, ha fatto, nel 2017, un internato al Arkansas House of Representatives per Charlene Fite col fratello Jedediah mentre Austin, dopo aver superato il GED, ha preso il brevetto di volo; inoltre, entrambi, hanno lavorato al Fort Rock Family Camp di Combs (AK) dei genitori di Austin e ora si occupano di ristrutturazioni di case e camper.
In seguito alla chiusura di 21 sotto un tetto, causata dello scandalo, Joy e Austin hanno partecipato, insieme a Jill e Derick, a Jessa e Ben e ad altri/e fratelli/sorelle, a Counting On.
Joy non ha mai né negato né confermato le molestie subite dal fratello Josh e non ha testimoniato contro Josh durante il processo del 2021.
Joy-Anna e Austin hanno 2 maschio e 1 femmina:
|   | Nome                         | Data di nascita         | Note                                                                                       |
| - | ---------------------------- | ----------------------- | ------------------------------------------------------------------------------------------ |
| 1 | Gideon Martyn Forsyth        | 23 febbraio 2018, 15:39 | 4,6kg per 56cm; nato con taglio cesareo d'urgenza perché podalico dopo 20 ore di travaglio |
| † | Annabel Elise Forsyth        |                         | partorita morta il 26 giugno 2019 alla 20ª settimane                                       |
| 2 | Evelyn Mae "Evy Mae" Forsyth | 21 agosto 2020, 14:12   | 3,8kg per 50cm; nata in ospedale con parto naturale                                        |
| 3 | Gunner James Forsyth         | 17 maggio 2023          | 3,7kg; nato in ospedale                                                                    |

Il 30 agosto 2017, Joy e Austin annuncia di aspettare il primo figlio e Gideon Martyn nasce il 23 febbraio 2018 con taglio cesareo d'urgenza perché podalico dopo 20 ore di travaglio esattamente 9 mesi (39 settimane) dopo le nozze, il che fa di lui un honeymoon baby (CO - ep#7.06 e #8.07). 
Il 1º maggio 2019, la coppia annuncia di aspettare il secondo figlio per l'autunno ma il 3 luglio comunica che il 26 giugno, durante l'ecografia della 20ª settimana, la bambina che aspettavano, e che hanno deciso di chiamare Annabell Elise, è risultata morta in utero. 
Il 19 marzo 2020, Joy e Austin annunciano di aspettare un'altra femmina, una rainbow baby per agosto, e Evelyn Mae "Evy Mae" nasce in ospedale il 21 agosto 2020 (canale YouTube dei Forsyth). 
Il 5 ottobre 2022, la coppia annuncia di aspettare il terzo figlio, il 18 novembre che è un maschio e Gunner James nasce in ospedale il 17 maggio 2023 (canale YouTube dei Forsyth).

### Joe Duggar
Joseph "Joe" Garrett Duggar (20 gennaio 1995; 7°) e Kendra Renee Caldwell (11 agosto 1998; nata a  Fairfax (VA) dal pastore battista Gene Paul Caldwell (1977) e Christina Marie Hamrick (1979) è la 1ª di 9 figli: lei, Lauren Hope (2000), Micah Joel (2004), Nathan Paul (2007), Timothy (2009), Olivia Grace (2011), Jesiah Matthew (2015), Isaiah Gabriel (2018) e Moriah Faith (2021)) si conoscono già da anni ma è solo dall'8 settembre 2016 che Joe manifesta il suo interesse a Jim Bob e il 7 marzo 2017 quando chiede al pastore Paul Caldwell il permesso di corteggiare sua figlia, cosa che inizia a fare ufficialmente qualche giorno dopo (CO - ep#5.06 e #6.01), per poi chiederle di sposarlo il 26 maggio 2017 durante il ricevimento di nozze di Joy-Anna Duggar con Austin Forsyth: Joy porge il suo bouquet a Kendra mentre Joe si inginocchia davanti a lei con l'anello (CO - ep#6.06). 
Joe e Kendra si sposano l'8 settembre 2017 alla First Baptist Church di Siloam Springs (AK) con il reverendo Paul Caldwell - padre della sposa - come officiante: Joe ha scelto il fratello Josiah come best man e i fratelli Josh, John, Jedidiah, Jeremiah, Jason, James e Justin e gli amici Trace Bates, Peter Query e un altro come groomsmen mentre Kendra ha scelto la sorella Lauren come maid of honor e la madre Christina, le future cognate Jana, Jill, Jessa, Jinger, Joy, Johannah e Jennifer e Anna - moglie di Josh - e l'amica Rachel P. come bridesmaids, inoltre Olivia Keller - sorella della sposa - ha sparso i fiori e Nathan e Timothy Keller - fratelli della sposa - hanno portato le fedi; durante la cerimonia è apparso uno stuntman che si è calato dal soffitto e al momento del bacio una pioggia di petali di rosa ha investito gli sposi (CO - ep#6.07 e #7.07). Tra l'inizio del corteggiamento e le nozze sono passati 6 mesi esatti. La coppia è stata in luna di miele ad Atene (CO - ep#8.01).
Joe e Kendra Duggar vivono a Fayetteville (AK).
Joe, dopo aver superato il GED nel 2012 e aver frequentato l'ALERT Academy nel 2013 e il Crown Bible College a  Knoxville (TN) nel 2015, ora lavora per l'azienda di costruzioni del padre mentre Kendra ha interrotto gli studi dopo aver superato il GED e ora è una stay-at-home-mom.
In seguito alla chiusura di 21 sotto un tetto, causata dello scandalo, Joe e Kendra hanno partecipato, insieme a Jill e Derick, a Jessa e Ben e ad altri/e fratelli/sorelle, a Counting On.
Joe e Kendra hanno 2 maschi e 2 femmine:
|   | Nome                   | Data di nascita         | Note                                                |
| - | ---------------------- | ----------------------- | --------------------------------------------------- |
| 1 | Garrett David Duggar   | 8 giugno 2018, 13:36    | 3,4kg per 52cm; nato in ospedale con parto naturale |
| 2 | Addison Renee Duggar   | 2 novembre 2019, 5:33   | 3,5kg per 52cm; nata in ospedale con parto naturale |
| 3 | Brooklyn Praise Duggar | 19 febbraio 2021, 19:48 | 3,2kg per 51cm; nata in ospedale con parto naturale |
| 4 | Justus Joseph Duggar   | 26 maggio 2022          | dati non diffusi ufficialmente                      |

Il 18 dicembre 2017, Joe e Kendra annunciano di aspettare il primo figlio (CO - ep#8.02), il 4 febbraio 2018 che è un maschio (CO - ep#8.05) e Garrett David nasce in ospedale l'8 giugno 2018, esattamente 9 mesi (39 settimane) dopo le nozze facendo di lui un honeymoon baby (web-episode e CO - ep#8.10). 
L'11 aprile 2019 - due mesi prima che il primogenito abbia compiuto il primo anno di vita - la coppia annuncia di aspettare il secondo figlio, il 25 giugno che è una femmina e Addison Renee nasce in ospedale il 2 novembre 2019. 
Il 19 agosto 2020, Joe e Kendra annunciano di aspettare il terzo, a dicembre che è una femmina e Brooklyn Praise nasce in ospedale il 19 febbraio 2021. 
Sebbene non sia mai stato comunicato ufficialmente, la coppia ha avuto un quarto figlio, un maschio di nome Justus Joseph, il 26 maggio 2022.

### Josiah Duggar
Josiah "Siah" Matthew Duggar (28 agosto 1996; 8°) e Lauren Milagro Swanson (18 maggio 1999; nata a Milledgeville (GE) dal pastore battista Dwain Charles Swanson (1975) e Lana Marie Larson (1975) è la 1ª di 10 figli: lei, Lily Hope in Cwenar (2002; sposata), David Ames (2003), Lydia (2007), Daniel (2010), Dustin (2012), Drew (2014), Luci (2016), Duke Matthew (2018) e Dallas (2020)) si conoscono da tempo ma è solo il 23 gennaio 2018 quando Siah - che tra maggio e agosto 2015 aveva corteggiato Marjorie Ellen Jackson (1998) - inizia a corteggiarla (CO - ep#8.01) e il 5 marzo le chiede di sposarlo (CO - ep#8.05 e #8.06). 
Josiah e Lauren si sposano il 30 giugno 2018 alla John Brown University's Cathedral of the Ozarks di Siloam Springs (AK) con il reverendo Dwain Swanson - padre della sposa - come officiante: Josiah ha scelto il fratello Joe come best man e i fratelli Jed, Jer, Jason e James, un fratello di Lauren, il cognato Austin Fosyth e l'amico Nate come groomsmen mentre Lauren ha scelto la sorella Lily come maiden of honor e la sorella Lydia, le future cognate Jana, Joy, Kendra - moglie di Joe -, Lauren - moglie di Joe - e l'amica Hannah Millsap come braidesmaids, inoltre un fratellino di Lauren ha portato le fedi (CO - ep#8.11); tra l'inizio del corteggiamento e le nozze sono passati solo 5 mesi. La coppia è stata in luna di miele al Parco nazionale di Yellowstone e a Vienna (CO - ep#9.02).
I Duggar vivono a Tontitown (AK).
Josiah, dopo aver superato il GED nel 2013, aver frequentato l'ALERT Academy nel 2014, e aver preso la licenza di volo, attualmente lavora per l'azienda di costruzioni del padre mentre Lauren, che ama cantare, è infermiera diplomata ma non ha mai praticato e, attualmente, è una stay-at-home-mom.
In seguito alla chiusura di 21 sotto un tetto, causata dello scandalo, Josiah e Lauren hanno partecipato, insieme a Jill e Derick, a Jessa e Ben e ad altri/e fratelli/sorelle, a Counting On.
Josiah e Lauren hanno 2 femmine, 1 maschio e un quarto figlio non specificato:
|   | Nome                 | Data di nascita        | Note                                                 |
| - | -------------------- | ---------------------- | ---------------------------------------------------- |
| † | Asa Duggar           | 2018                   | aborto spontaneo                                     |
| 1 | Bella Milagro Duggar | 8 novembre 2019, 16:24 | 2,85kg per 47cm; nata in ospedale con parto naturale |
| † | baby C. Duggar       | 2020-'21               | aborto spontaneo non confermato ufficialmente        |
| 2 | Daisy Lauren Duggar  | 16 marzo 2022          | dati non diffusi ufficialmente                       |
| 3 | Ezra Robert Duggar   | 3 maggio 2023          | dati non diffusi ufficialmente                       |
| 4 | baby F. Duggar       | febbraio 2025          | gravidanza non confermata ufficialmente              |

L'11 febbraio 2019, Josiah e Lauren raccontano che a ottobre 2018 Lauren ha avuto un aborto spontaneo mentre era incinta di poche settimane del loro primo figlio a cui si riferiscono chiamandolo Asa (CO - ep#9.04). 
Il 20 maggio 2019, la coppia annuncia di aspettare un altro figlio, un rainbow baby, il 25 giugno che è una femmina e Bella Milagro nasce in ospedale l'8 novembre 2019. 
Sebbene non sia mai stato ufficialmente confermato dalla coppia, Josiah e Lauren hanno anche una seconda figlia, Daisy Lauren, nata il 16 marzo 2022 e un terzo figlio, Ezra Robert, nato il 3 maggio 2023 inoltre, dato che nel 2019 la coppia aveva dichiarato di voler seguire l'alfabeto per i nomi dei propri figli, ma hanno chiamato la terza figlia con la lettera "D", è probabile che Lauren abbia avuto un altro aborto spontaneo tra Bella e Daisy; infine nel video del gender reveal pubblicato da Jinger nel gennaio 2025 (canale YouTube dei Vuolo), Lauren è apparsa in avanzato stato di gravidanza (8° o 9° mese) e nel video della nascita del 6° figlio di Jessa pubblicato nell'agosto 2025 (canale YouTube dei Seewald) si sente Jim Bob dire che è il suo 39° nipote, confermando quindi che un altro nipote è nato nel 2025 ma, ciononostante, la coppia non ha mai né confermato né smentito la notizia.

### John Duggar
John-David "John" Duggar (12 gennaio 1990; 3°; gemello di Jana) e Abbie Grace Burnett (16 aprile 1992; nata a Stratford (OK) da John Haskell Burnett II (1958) e Cheryl Denise Clay (1959) è la 4ª di 8 figli: John-Clay Byford (1986; sposato con 4 figli), Hannah Joy in Dornink (1988; sposata con 6 figli), Caleb Andrew (1990; sposato con 3 figli), lei, Charity Faith in Weardon (1994; sposata con 3 figli), le gemelle Maggie Ruth in Becerra-Nino (1996; sposata) e Corinna Elizabeth Penn (1996; sposata con 2 figlie) e Benjamin Josiah (2000; sposato con 2 figli)) iniziano il corteggiamento il 26 aprile 2018 e il 25 luglio i due si fidanzano al Hangar Hotel & Conference Centre di Fredericksburg (TX) (CO - ep#9.01).
John e Abbie si sposano il 3 novembre 2018 alla First Baptist Church di Ada (OK) (CO - ep#8.12 e #9.07): John ha scelto il fratello Joe come best man e il fratello Josh, il cognato Austin Forsyth - marito di Joy -, il futuro cognato Benjamin Burnett e l'amico Nathan Bates come groosemen mentre Abbie ha scelto la sorella Hannah come dame of honor e le sorelle Charity, Maggie, Corinna, le future cognate Jana e due amiche come braidsmaids, inoltre Jordyn-Grace Duggar - sorella dello sposo - e Meredith Duggar - figlia di Josh - hanno sparso i fiori e Marcus Duggar - figlio di Josh -, Israel Dillard - figlio di Jill - ed Evan Dornink - figlio di una sorella di Abbie - hanno portato le fedi; Abbie ha indossato un abito di Renee Miller. La coppia è stata in luna di miele in Finlandia.
John-David e Abbie Duggar vivono a Tontitown (AK).
John-David, dopo il GED, ha preso il brevetto di volo, è stato aiuto pompiere volontario e si è candidato come sceriffo di Tontitown nel 2010 e nel 2012 ma non ha mai vinto così ora lavora per il padre mentre Abbie è infermiera diplomata.
In seguito alla chiusura di 21 sotto un tetto, causata dello scandalo, John e Abbie hanno partecipato, insieme a Jill e Derick, a Jessa e Ben e ad altri/e fratelli/sorelle, a Counting On.
John-David e Abbie hanno 1 femmina e 1 maschio:
|   | Nome                          | Data di nascita      | Note                                                 |
| - | ----------------------------- | -------------------- | ---------------------------------------------------- |
| 1 | Grace "Gracie" Annette Duggar | 7 gennaio 2020, 3:21 | 3,48kg per 52cm; nata in ospedale con parto naturale |
| 2 | Charles "Charlie" John Duggar | 29 settembre 2022    | dati non diffusi ufficialmente                       |

Il 1º agosto 2019, John-David e Abbie annunciano su People di aspettare il loro primo figlio, il 19 agosto che è una femmina e Grace "Gracie" Annette nasce il 7 gennaio 2020. 
L'8 maggio 2022, la coppia annuncia di aspettare il secondo figlio, un maschio e Charles "Charlie" John nasce il 29 settembre 2022.

### Justin Duggar
Justin "Jud" Samuel Duggar (15 novembre 2002; 14°) e Claire Yvonne Spivey (27 febbraio 2001; nata in Texas da Robert Tarver Spivey Jr. e Hilary Yvonne Atherton è la 1ª di 6 figli: lei, Robert Tarver III (2003), Paige (2006), Wyatt Slade (2010), Taylor (2012) e Carson Lynn (2016)) annunciano di essere in un corteggiamento dal 6 settembre 2019 (CO#11.12 "A quarantine courtship") e il 16 novembre 2020, il giorno dopo il suo 18º compleanno, Jud annuncia che lui e Claire sono fidanzati ufficialmente; si suppone che il fidanzamento sia avvenuto il giorno dopo il 18° compleanno di Justin in modo che entrambi i fidanzati fossero maggiorenni.
Jud e Claire si sposano il 26 febbraio 2021, il giorno prima del 20º compleanno di Claire, alla The Orchard Event Venue and Retreat di Azle (Texas) con il reverendo David Waller - marito di una sorella di Anna Keller, la moglie di Josh - come officiante: Jud ha scelto il fratello Jason come best man e i fratelli John-David, James e Jackson, il cognato Austin Forsyth - marito di Joy -, il futuro cognato Robert Spivey e gli amici Jackson e Warden Bates come groomsmen mentre Claire ha scelto la madre Hilary come dame of honor e la sorella Paige, la zia Gari Anne Smith, lo future cognate Johannah e Abbie - moglie di John-David - come braidesmaids, inoltre Michael e Marcus Duggar - figli di Josh - e Wyatt e Taylor Spivey - fratelli della sposa - hanno portato le fedi e Carson Spivey - sorella della sposa - ha sparso i fiori; si suppone che le nozze siano state celebrate il giorno prima del 20° compleanno di Claire in modo che entrambi fossero ancora teenagers.
Mentre Jason, dopo aver superato il GED, ha lavorato come meccanico per Paul Caldwell e ora lavora alla Spivey Construction per il suocero Rob Spivey, Claire è casalinga. 
Jason e Claire vivono a Fort Worth (Texas).
Jason e Claire non hanno ancora figli.

### Jed Duggar
Jedidiah "Jed" Robert Duggar (30 dicembre 1998; 10°; gemello di Jeremiah) e Katelyn "Katey" Koryn Nakatsu (29 luglio 1998; nata a Tempe (Arizona) da Kory Raymond Nakatsu (1966) e Kimberly I. Flanigan (1968), divorziati dal 2005 (il 1º agosto 2009 il padre si è risposato con Kerry Anne Sheppard) e ha una sorella minore Lauren (2002) e due fratellastri maggiori da parte di madre, Jamie e Reed Roberts) si fidanzano il 14 febbraio 2021, ma la cosa viene annunciata solo il 18 marzo 2021 sul blog dei Nakatsu.
Jed e Katey si sposano il 3 aprile 2021: Jed ha scelto il gemello Jeremiah come best man e Katey ha scelto la sorella Lauren come maid of honor (diretta streaming su Youtube).
Mentre Jed, dopo aver superato il GED nel 2016, a 18 anni, aver fatto con la sorella Joy-Anna un internato al Arkansas House of Representatives per Charlene Fite nel 2017, ed essersi candidato, senza però vincere, per i Conservatori all'Arkansas House of Representatives del District 89 nel novembre 2019, ora lavora per l'azienda di costruzioni del padre e possiede la Champion Motorcars, concessionaria d'auto un tempo di Josh, Katey è una stay at home mom.
Secondo un ex impiegato della famiglia Duggar, Jed era interessato a corteggiare Kendra Caldwell ma ha dovuto rinunciare a lei per "lasciarla" al fratello maggiore Joseph.
Jed e Katey Duggar vivono a Tontitown (Arkansas).
Jed e Katey hanno 1 maschio e 3 femmine:
|   | Nome                 | Data di nascita               | Note                     |
| - | -------------------- | ----------------------------- | ------------------------ |
| 1 | Truett Oliver Duggar | 2 maggio 2022, 18:34          | 3,6kg; nato in ospedale  |
| 2 | Nora Kate Duggar     | 24 maggio 2023                | 2,79kg; nata in ospedale |
| 3 | Elsie Kate Duggar    | 8 gennaio 2025, 14:06 e 14:13 | 2,78kg; nata in ospedale |
| 4 | Emma Kate Duggar     | 8 gennaio 2025, 14:06 e 14:13 | 3,26kg; nata in ospedale |

Il 6 settembre 2021, Jed e Katey annunciano di aspettare il loro primo figlio, il 7 gennaio 2022 che è un maschio e Truett Oliver nasce in ospedale il 2 maggio 2022. 
La secondogenita della coppia, Nora Kate nasce in ospedale il 24 maggio 2023. 
Il 18 luglio 2024, Jed e Katey annunciano di aspettare due gemelle femmine per gennaio 2025 ed Elsie Kate ed Emma Kate nascono in ospedale l'8 gennaio 2025, rispettivamente alle 14:06 e alle 14:13.

### Jer Duggar
Jeremiah "Jer" Robert Duggar (30 dicembre 1998;11°; gemello di Jedidiah) e Hannah Marlys Wissmann (23 giugno 1995; nata a York County (NE) da Loren Albert Wissmann (1957) e Gloria Ann Hager (1958) è la 9ª di 13 figli: Rachel Anna Busenitz (1982; sposata con 4 figli), Ruth Elissa Bourlier (1983; sposata con 5 figli), Josiah David (1985; sposato con 4 figli), Bethany Lynne Beasley (1986; sposata con 5 figli), Andrew Michael (1988; sposata con 2 figli), Elizabeth Joy (1989), Matthias Meinert (1991; sposato con 3 figli), Stephen Gerald (1993; sposato con 1 figlio in arrivo), lei, Susanna Evelyn (1997; sposata con 1 figlia), Alaythia Gloria (1999), Nathanael Loren (2001; sposato con 1 figlio) e Charissa Marie (2006)) annunciano attraverso Instagram di essere in un corteggiamento dal il 27 ottobre 2021 e il 6 gennaio 2022 che si sono fidanzati. 
Jer e Hannah si sposano il 26 marzo 2022 alla First Baptist Church di Plattsmouth (Nebraska) e il ricevimento si è tenuto al vicino Lilac Hill Wedding & Event Center. Tra l'annuncio del corteggiamento e le nozze sono passati 5 mesi.
Mentre Jer, dopo aver superato il GED nel 2016, a 18 anni, e aver frequentato, dal 18 marzo al 20 maggio 2016 la ALERT Academy, ora lavora per il padre, Hannah è una stay at home mom.
Jer e Hannah Duggar vivono a Tontitown (Arkansas). 
Jer e Hannah hanno 3 figlie femmine:
|   | Nome                    | Data di nascita  | Note                              |
| - | ----------------------- | ---------------- | --------------------------------- |
| 1 | Brynley Noelle Duggar   | 25 dicembre 2022 | 3kg per 49,53cm; nata in ospedale |
| 2 | Brielle Grace Duggar    | 19 febbraio 2024 | nata in ospedale                  |
| 3 | Emery "Emy" Jane Duggar | 13 maggio 2025   | nata in ospedale                  |

Il 30 agosto 2022, Jer e Hannah annunciano di aspettare il loro primo figlio, il 10 ottobre che è una femmina e Brynley Noelle nasce in ospedale il 25 dicembre 2022. 
La seconda figlia della coppia, Brielle Grace nasce in ospedale il 19 febbraio 2024. 
A Natale 2024, 10 mesi dopo la nascita della loro secondogenita, Jer e Hannah annunciano di aspettare una terza figlia, un'altra femmina, per la primavera 2025 ed Emery ‘Emy’ Jane nasce in ospedale il 13 maggio 2025 smentendo che la coppia avesse deciso di chiamare tutti i figli con la stessa iniziale.

### Jana Wissmann
Jana Marie Duggar (12 gennaio 1990; 2ª; gemella di John-David) e Stephen Gerald Wissmann (15 luglio 1993; nato a York County (NE) da Loren Albert Wissmann (1957) e Gloria Ann Hager (1958) è l'8° di 13 figli: Rachel Anna Busenitz (1982; sposata con 4 figli), Ruth Elissa Bourlier (1983; sposata con 5 figli), Josiah David (1985; sposato con 4 figli), Bethany Lynne Beasley (1986; sposata con 5 figli), Andrew Michael (1988; sposata con 2 figli), Elizabeth Joy (1989), Matthias Meinert (1991; sposato con 3 figli), lui, Hannah Marlys Duggar (1995; sposata con 3 figlie), Susanna Evelyn (1997; sposata con 1 figlia), Alaythia Gloria (1999), Nathanael Loren (2001; sposato con 1 figlio) e Charissa Marie (2006)) annunciano il loro fidanzamento il 15 giugno 2024.
Jana e Stephen si sposano il 15 agosto 2024 alla The Grand at Willow Springs a Prairie Grove (Arkansas): Jana ha scelto la sorella Jessa come dame of honor e la sorella Jinger, Joy-Anna, Johannah e Jordyn-Grace Duggar e la futura cognata Abbie - moglie di John-David - come braidesmaids mentre Stephen ha scelto il fratello Matthiasn come best man e i fratelli Nathanael, Andrew e Josiah, il cognato di Stephen Alan Busenitz - marito di Rachel - e l'amico Arnie Rohmor come groomsmen, inoltre Nora Duggar - figlia di Jed - ha sparso i fiori. 
A lungo la stampa ha sostenuto che Jim Bob e Michelle negassero a Jana di avere una sua famiglia in modo che si occupasse di loro da anziani - e per questo fu così soprannominata Cinderella - o che fosse omosessuale e innamorata dell'amica d'infanzia Laura DeMasie.
Mentre Jana, appassionata di giardinaggio e interior design, dopo aver superando il GED a 16 anni e aver studiato come assistente ostetrica o doula (19K&C: ep#4.01 ed ep#4.04), ora è casalinga, Stephen è vicepresidente e vicedirettore dell'azienda del padre, la Wissmann Enterprises, specializzata in rivestimento di tetti, sabbiatura, verniciatura e scavi, alleva Australian Shepherd e ha il brevetto di volo. 
In seguito alla chiusura di 21 sotto un tetto, causata dello scandalo, Jana ha partecipato, insieme a Jill e Derick, a Jessa e Ben e ad altri/e fratelli/sorelle, a Counting On.
Jana e Stephen vivono a Milford (NE).
Jana e Stephen aspettano il primo figlio per gennaio 2026:
|   | Nome          | Data di nascita | Note |
| - | ------------- | --------------- | ---- |
| 1 | baby Wissmann | gennaio 2026    |      |

Il 18 agosto 2025, pochi giorni dopo il loro primo anniversario, annunciano via Instagram di aspettare il loro primo figlio per gennaio 2026.

### Jase Duggar
Jason "Jase" Michael Duggar (21 aprile 2000; 12°) e Madison "Maddie" Grace Jones (9 ottobre 2003; nata a Oneida (TN) da Stuart Jones e Crystal Kidd e ha un fratello minore: Candem (2004)) si fidanzano il 24 agosto 2024 in Florida; sembrerebbe che i due si siano conosciuti perché lei era una sua fan dai tempi di 21 sotto un tetto.
Jase e Maddie si sposano il 3 ottobre 2024 al The Estate at Sweetwater Creek a Newport (TN): Jase ha scelto il fratello Jed come best man e i fratelli James, Jud e Jackson e gli amici Evan Peters, Jackson Bates, Noah Robinson ed Elijah Kaneshiro come groomsmen mentre Maddie ha scelto l'amica Savana Shepard come dame of honor e le future cognate Johannah, Jennifer, Jordyn-Grace e Josie nonché le amiche Jayden Terry, Gracie Mason e Lauren Nakatsu come braidsmaids, inoltre Evelyn Forsyth - figlia di Joy -, Brynley Duggar - figlia di Jer - e Grace Duggar - figlia di John-David . hanno sparso i fiori. Jase e Maddie sono stati in luna di miele in Italia e in Grecia. 
Mentre Jase, dopo aver superato il GED nel 2018, a 18 anni, e aver frequentare la ALERT Academy, ha iniziato a lavorare per il padre, Maddie, dopo il diploma alla Oneida High School nel 2022, è ora casalinga. 
Jase e Maddie Duggar vivono a Tontitown (Arkansas). 
Jase e Maddie non hanno ancora figli.

## Altri membri della famiglia
| Nome                            | Legame                 | Data di nascita                        | Note |
| ------------------------------- | ---------------------- | -------------------------------------- | --- |
| Mary Leona Lester ved. Duggar   | madre di Jim Bob       | 26 maggio 1941 - 9 giugno 2019 (78)    | vedova di JL, madre di Deanna e Jim Bob. È morta improvvisamente per annegamento accidentale in piscina. L'ultima pro-nipote che ha conosciuto, Ivy Jane Seewald era nata 15gg prima, il giorno del suo 78º compleanno.                                   |
| James Lee "JL" Duggar           | padre di Jim Bob       | 3 febbraio 1936 - 9 febbraio 2009 (73) | marito di Mary Lester e padre di Deanna e Jim Bob; è morto di cancro |
| Deanna Lee Duggar ex Jordan     | sorella di Jim Bob     | 8 luglio 1963                          | figlia di JL Duggar e Mary Lester; madre di Amy, avuta con Terri Jordan fuori dal matrimonio, ma con cui è stata sposata tra il 2006 e il 2015; è apparsa in due episodi della 3ª stagione e nello speciale A Duggar leaves home                          |
| Amy Rachelle Duggar in King     | nipote di Jim Bob      | 30 novembre 1986                       | figlia di Deanna Duggar e Terri Jordan; moglie di Dillon Gray King (4 aprile 1988) dal 6 settembre 2015 e madre di Daxton "Dax" Ryan King (09 ottobre 2019); è apparsa in vari episodi (es.: ha cantato "Amazing Grace" ai funerali del nonno)            |
| Tyler Wayne Hutchins            | pro-nipote di Michelle | 10 febbraio 2008                       | figlio di Rachel Nicole in Wright – figlia di Carolyn Jeannite Ruark in Hutchins (sorella di Michelle) e John Hutchins – e padre ignoto; affidato a Jim Bob e Michelle dal 31 agosto 2016 al giugno 2023, quando i nonni materni ne ottengono la custodia |
| Michael "Mike" Duggar           | zio paterno di Jim Bob |                                        | fratello di James Lee "JL" Duggar |
| Priscilla Lynn Keller in Waller | sorella di Anna        | 3 luglio 1986                          | figlia di Michael "Mike" Edward Keller (1959) e Lillie "Suzette" Stembridge (1955); 4ª di 8 figli; moglie di David William Waller dal 4 febbraio 2012 e madre di 7 figli; a fine 2010 ha vissuto con Anna e Josh per aiutarli coi figli più piccoli       |

## Amici molto stretti
| Nome                                | Legame                                                   | Data di nascita   | Note |
| ----------------------------------- | -------------------------------------------------------- | ----------------- | --- |
| Laura N. DeMasie                    | migliore amica di Jana                                   | 16 giugno 1985    | ha due sorelle (Caryn Pruitt e Bethany Malloy) e un fratello (Nathan); è spesso al fianco di Jana durante avvenimenti importanti (es.: nascita di Felicity) |
| Erin Elise Paine (nata Bates)       | amica di Jill, Jessa e Joy-Anna                          | 2 maggio 1991     | nata a Lake City in Tennessee da William Gilvin "Gil" Bates e Kelly Jo Callaham; 3ª di 19 figli; sposata con Chad Paine III dal 2 novembre 2013 e madre, dopo vari aborti spontanei (2014), di Charles "Carson" Steven Paine IV (14 maggio 2015), Brooklyn Elise Paine (6 agosto 2016), Everly Hope Paine (30 marzo 2018) e Hollad Grace Paine (26 dicembre 2019) |
| Kenneth Nathaniel Bates             | migliore amico di John-David                             | 29 agosto 1993    | nato a Lake City in Tennessee da William Gilvin "Gil" Bates e Kelly Jo Callaham; 5° di 19 figli; ha fatto da grooseman a John-David (2018) |
| Trace Whitfield Bates               | migliore amico di Joseph                                 | 1º febbraio 1997  | nato a Lake City in Tennessee da William Gilvin "Gil" Bates e Kelly Jo Callaham; 8° di 19 figli; ha fatto da grooseman a Joseph (2017) |
| Carlin Brianne Stewart (nata Bates) | migliore amica di Joy-Anna                               | 11 aprile 1998    | nata a Lake City in Tennessee da William Gilvin "Gil" Bates e Kelly Jo Callaham; 9ª di 19 figli; ha fatto da damigella a Joy-Anna (2017) che, a sua volta, le ha fatto da damigella il 25 maggio 2019 quando ha sposato Evan Stewart; ha scattato le foto a Joy ed Austin con Annabell Elise (2019). Ha una figlia, Layla Rae Stewart, nata il 2 febbraio 2020. |
| Sierra Jo Dominguez (nata Baird)    | organizzatrice di eventi amica di Jill, Jessa e Joy-Anna | 10 settembre 1989 | nata a Carthage (Missouri) da Dave Baird e Sharon Molyneux, ha un fratello maggiore, Dakota, e una sorella minore, Laken; sposata dal 2008 con Mark Dominguez (27 luglio 1981) con cui vive a Siloam Springs (Arkansas) e ha avuto: Khai David (29 luglio 2010), Daylon Gabriel (6 settembre 2011), Asher Benjamin (21 gennaio 2013), Ellyn Joy (1º settembre 2014), Edyn Grace (12 novembre 2015), Brooks Zechariah (29 dicembre 2017) e Merrick Zion (28 settembre 2019, 8:30), tutti educati in casa. Ha organizzato vari eventi per i Duggar,tra cui, il primo compleanno di Michael Duggar (giugno 2012), le nozze di Jill&Derick (21 giugno 2014) e di Jessa&Ben (1º novembre 2014), il gender reveal party per la 4ª figlia di Josh&Anna (2015) e il baby shower per il 2° figlio di Jessa&Ben (2016); ha fatto da damigella alle nozze di Joy-Anna con Austin Forsyth (26 maggio 2017). |

## Guest stars

### La famiglia Bates
Le guest star più ricorrenti sono I membri della famiglia Bates di Rocky Top, Tennessee. Come i Duggars, i Bates hanno 19 figli, nel 2012 hanno avuto un loro reality show di 8 episodi sulla TLC, United Bates of America e il 1º gennaio 2015 sono tornat in tv con lo show Bringing Up Bates sulla Up TV.

### Altre guest star
- Kirk Cameron (due episodi delle 2ª e 6ª stagione): attore
- Bethany Hamilton (5x06): professional surfer
- Dan Harris  (7x12): giornalista di Good Morning America
- Dolly Parton (due episodi della 3ªstagione): attrice e cantautrice.
- Charles Stanley (6x03): minister
- Meredith Vieira: giornalista del The Today Show
- Steve Conley  (quattro episodi della 7ª stagione e 9x05): ex giocatore della NFL che ha fatto da personal trainer a Jim Bob e Josh
- Walker Hayes  (8x12): cantante  che canta mentre Derick chiede a Jill di sposarlo
- Erica Hill  (10x22): giornalista della NBC News

## Disponibilità

### DVD
| Titolo      | Regione 1                      | Dischi |
| ----------- | ------------------------------ | ------ |
| 1ªstagione  | 2009                           | 2      |
| 2ª stagione | 23 febbraio 2010               | 3      |
| 3ªstagione  | 27 aprile 2010 e 13 marzo 2012 | 3      |
| 4ª stagione | 5 aprile 2011 e 17 aprile 2012 | 4      |
| 5ª stagione | 1º maggio 2012                 | 4      |

### Online
Gli episodi della serie sono disponibili per il download su iTunes Store, Amazon Video e Microsoft Zune Marketplace.